# Liste der Biografien/Kalb
Liste der Biografien |
Portal Biografien |
Personensuche
# |
A |
B |
C |
D |
E |
F |
G |
H |
I |
J |
K |
L |
M |
N |
O |
P |
Q |
R |
S |
T |
U |
V |
W |
X |
Y |
Z |
?
 
Ka |
Kb |
Kc |
Kd |
Ke |
Kf |
Kg |
Kh |
Ki |
Kj |
Kl |
Km |
Kn |
Ko |
Kp |
Kr |
Ks |
Kt |
Ku |
Kv |
Kw |
Ky |
Kx |
Kz
 
Kaa–Kag |
Kah |
Kai |
Kaj |
Kak |
Kal |
Kam |
Kan |
Kao |
Kap |
Kar |
Kas |
Kat |
Kau |
Kav |
Kaw |
Kay |
Kaz
 
Kala |
Kalb |
Kalc |
Kald |
Kale |
Kalf |
Kalh |
Kali |
Kalj |
Kalk |
Kall |
Kalm |
Kaln |
Kalo |
Kalp |
Kals |
Kalt |
Kalu |
Kalv |
Kalw |
Kaly |
Kalz
Die Liste der Biografien führt alle Personen auf, die in der deutschsprachigen Wikipedia einen Artikel haben. Dieses ist eine Teilliste mit 82 Einträgen von Personen, deren Namen mit den Buchstaben „Kalb“ beginnt.

## Kalb
- Kalb, Bartholomäus (* 1949), deutscher Politiker (CSU), MdL, MdB
- Kalb, Charlotte von (1761–1843), deutsche SchriftstellerinCharlotte von Kalb (1761–1843)

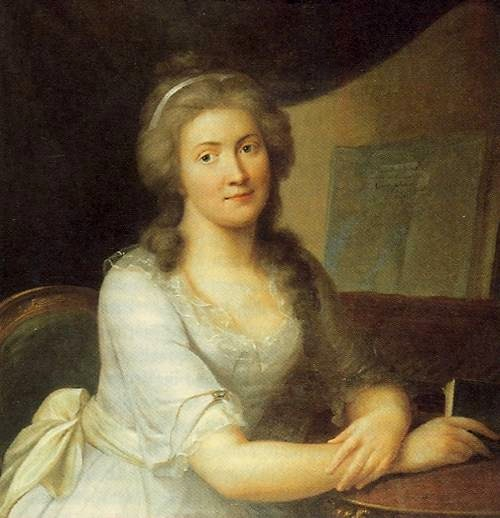
Charlotte von Kalb (1761–1843)

- Kalb, Christoph (1895–1980), deutscher Lehrer und Kantor
- Kalb, Danny (1942–2022), US-amerikanischer Gitarrist
- Kalb, Edmund (1900–1952), österreichischer Maler
- Kalb, Ernst (1930–2015), deutscher Geistlicher, Domkapitular in Mainz
- Kalb, Friedrich (1925–2008), deutscher lutherischer Theologe und Musikwissenschaftler
- Kalb, Friedrich Wilhelm (1889–1977), deutscher Mediziner, Maler und Zeichner
- Kalb, Gallus, Benediktiner, Abt des Klosters Reichenau
- Kalb, Gustav (1844–1926), deutscher Lehrer und Politiker, MdL
- Kalb, Hans (1899–1945), deutscher Fußballspieler
- Kalb, Heinrich Julius Alexander von (1752–1806), deutscher Major in französischen Diensten
- Kalb, Herbert (* 1957), österreichischer Rechtswissenschaftler
- Kalb, Hermann (1924–2011), deutscher Politiker (CDU der DDR), MdV der DDR
- Kalb, Johann (* 1960), deutscher Kommunalpolitiker (CSU)
- Kalb, Johann von (1721–1780), deutsch-amerikanischer General während der Amerikanischen Revolution
- Kalb, Jon (1941–2017), US-amerikanischer Geologe
- Kalb, Jürgen (* 1948), deutscher Fußballspieler
- Kalb, Jürgen (* 1962), deutscher Theologe und Politiker (Bayernpartei)
- Kalb, Lothar (* 1936), deutscher Sportpädagoge, Hochschullehrer und Sportbuchautor
- Kalb, Martin (1906–1979), deutscher Antifaschist, Kämpfer in den Spanischen Interbrigaden, der Résistance und der US-Army
- Kalb, Marvin (* 1930), US-amerikanischer Journalist, Fernsehmoderator und Publizist
- Kalb, Michael (* 1989), deutscher Filmproduzent, Regisseur und Moderator
- Kalb, Nicolas (* 1988), französischer Poolbillardspieler
- Kalb, Otto (1921–2015), deutscher Politiker (CDU)
- Kalb, Philine (* 1940), deutsche Prähistorikerin
- Kalb, Philipp Jacob (1805–1883), Politiker Freie Stadt Frankfurt
- Kalb, Rainer (* 1954), deutscher Journalist
- Kalb, Rolf (* 1959), deutscher Sportjournalist und KommentatorRolf Kalb (* 1959)

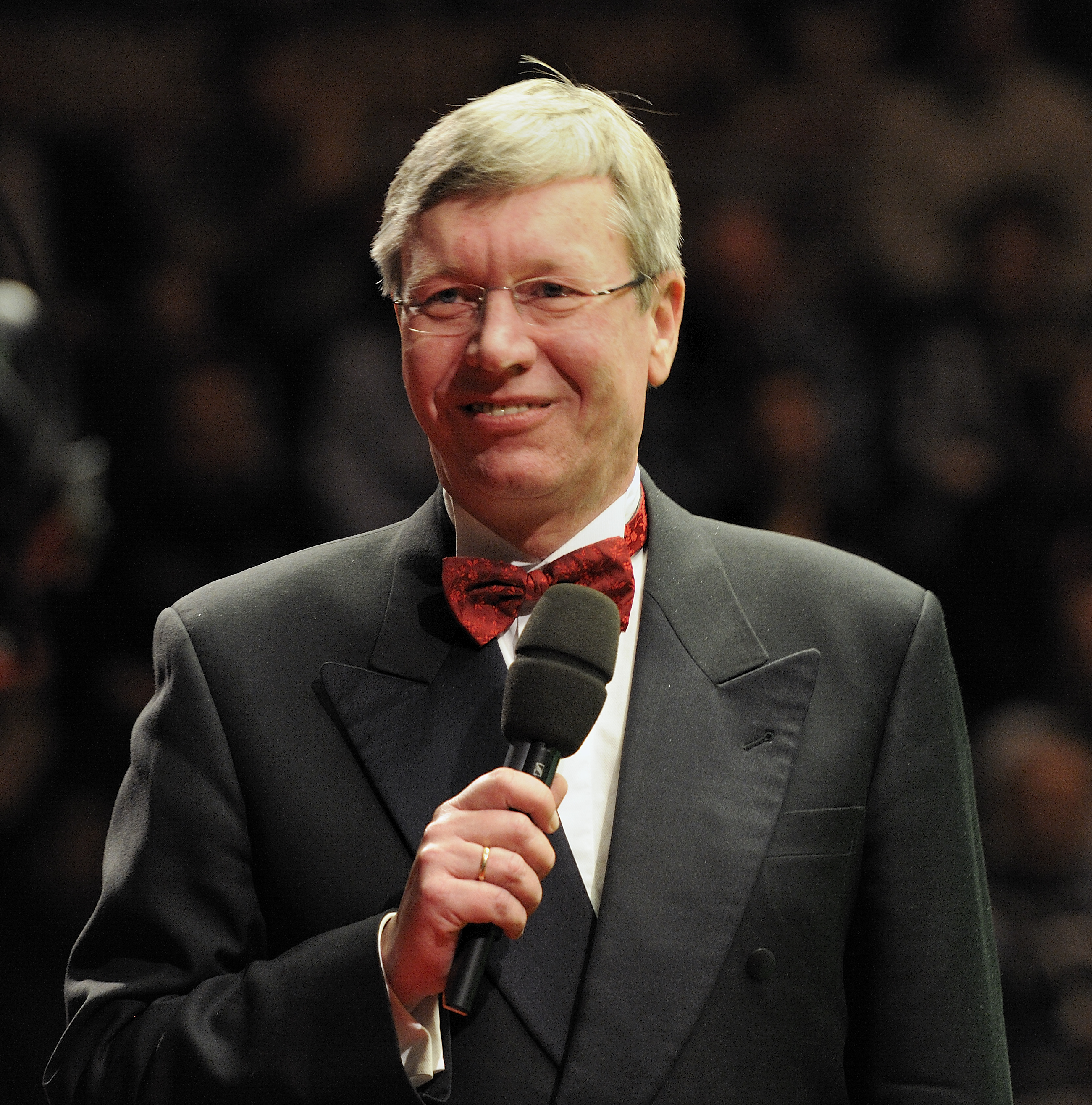
Rolf Kalb (* 1959)

- Kalb, Thomas (* 1959), deutscher Musiker und Dirigent
- Kalb, Wilhelm (* 1879), deutscher Verwaltungsjurist und Bezirksramtmann
- Kalb-Gundermann, Romy (1934–2019), deutsche Sopranistin

### Kalba
- Kalbarczyk, Janusz (1910–1999), polnischer Eisschnellläufer
- Kalbaum, Günter (1920–2010), deutscher Manager und Vorstandsvorsitzender

### Kalbe
- Kalbe, Ernstgert (1931–2015), deutscher Historiker
- Kalbe, Helmut (1941–1998), deutscher Fußballspieler
- Kalbe, Hugo (1865–1940), deutscher Politiker, MdL Waldeck
- Kalbe, Riki (1941–2002), deutsche Fotografin und Dokumentarfilmerin
- Kalbeck, Max (1850–1921), deutscher Musikschriftsteller, Musikkritiker und Übersetzer
- Kalbeck, Paul (1884–1949), Schauspieler, Regisseur und Schriftsteller
- Kalben (* 1986), türkische Musikerin
- Kalben, Eka von (* 1964), deutsche Politikerin (Bündnis 90/Die Grünen), MdL
- Kalben, Heinrich Detlef von, Führer eines preußischen Freibataillons
- Kalben, Heinrich Detloff von (1898–1966), deutscher Politiker und Landrat
- Kalben, Rudolf von (1869–1951), deutscher Offizier, Landwirt und Regionalhistoriker
- Kälber, Gustav (1863–1941), deutscher Verwaltungsbeamter
- Kälberer, Heinz (* 1942), deutscher Politiker (Freie Wähler)
- Kälberer, Martin (* 1967), deutscher MusikerMartin Kälberer (* 1967)

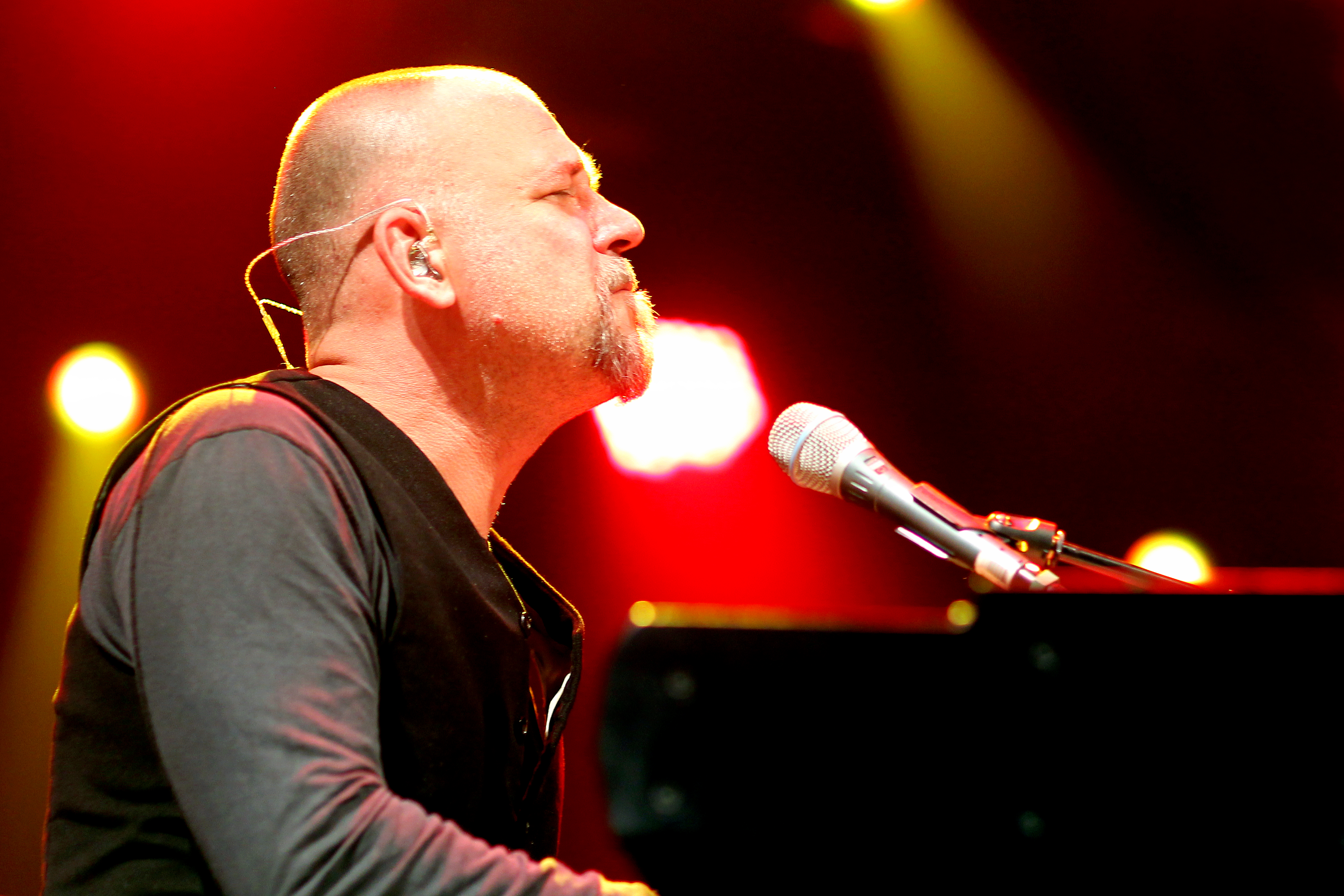
Martin Kälberer (* 1967)

- Kälberer, Max (* 1892), deutscher Architekt
- Kälberer, Paul (1896–1974), deutscher Maler und Grafiker
- Kalberlah, Gerhard (1892–1977), deutscher evangelischer Pfarrer und Kirchenrat
- Kalbermatten, Alphonse de (1870–1960), Schweizer Architekt
- Kalbermatten, Arnold de (1891–1983), Schweizer Bundesbeamter
- Kalbermatten, Frederik (* 1981), Schweizer Snowboarder
- Kalbermatten, Ludwig von (1856–1896), Schweizer Politiker (Katholisch-Konservative)
- Kalbermatten, Lukas (* 1970), Schweizer Skilangläufer
- Kalbermatten, Ruth (1950–2014), Schweizer Politikerin (CVP)
- Kalbers, Heinrich (1901–1969), deutscher Politiker (Zentrum, CDU), MdL
- Kalbers, Stefan (* 1972), deutscher Autor

### Kalbf
- Kalbfell, Hans (1930–1984), deutscher Schwergewichtsboxer
- Kalbfell, Karl-Heinz (1949–2013), deutscher Automobil-Manager und Rennfahrer
- Kalbfell, Oskar (1897–1979), deutscher Politiker (SPD), MdL, MdB, Oberbürgermeister von Reutlingen
- Kalbfleisch, Heinrich (1891–1948), deutscher Mediziner
- Kalbfleisch, Karl (1868–1946), deutscher Klassischer Philologe
- Kalbfleisch, Martin (1804–1873), US-amerikanischer Politiker
- Kalbfus, Edward C. (1877–1954), US-amerikanischer Admiral
- Kalbfuß, Friedrich (1903–1945), deutscher Dramatiker, Bühnenbildner und Lyriker
- Kalbfuß, Hermann (1887–1918), deutscher Historiker, Bühnenbildner und Lyriker

### Kalbh
- Kalbhen, Dieter Abbo (1934–2014), deutscher Pharmakologe und Hochschullehrer
- Kalbhenn, Horst (1929–2012), deutscher Maler
- Kalbhenn, Lea (* 1990), deutsche Schauspielerin, Synchronsprecherin und ModeratorinLea Kalbhenn (* 1990)

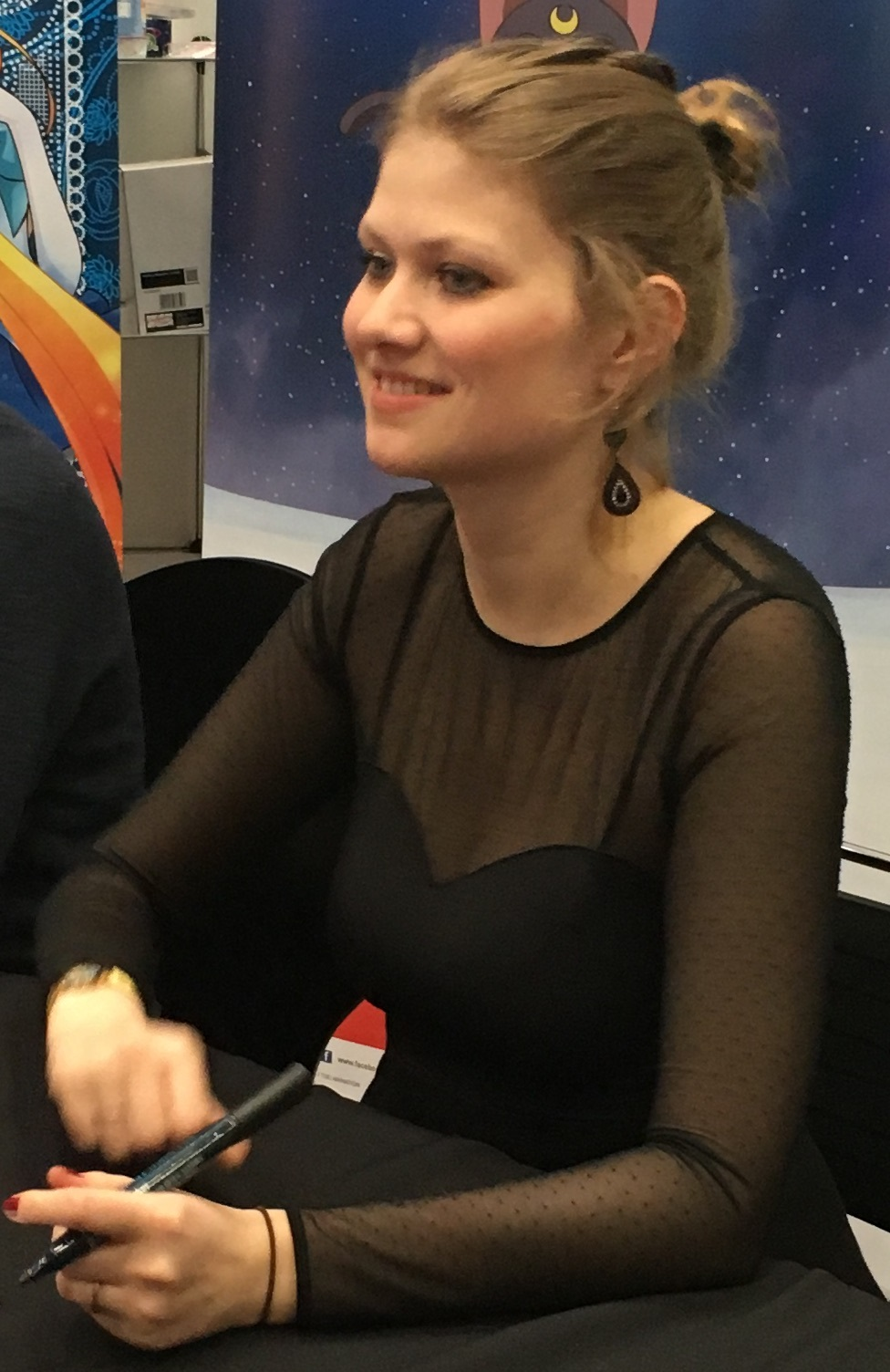
Lea Kalbhenn (* 1990)

- Kalbhenn, Marlies (* 1945), deutsche Schriftstellerin, Verlegerin und Buchhändlerin

### Kalbi
- Kalbī, Muhammad ibn as-Sā'ib al- († 763), muslimischer Historiker, Koranexeget, Genealoge und Geograph
- Kalbitz, Andreas (* 1972), deutscher Verleger und Politiker (parteilos), MdL
- Kalbitzer, Emmi (1912–1999), deutsche Politikerin (ISK, SPD), MdHB, Widerstand
- Kalbitzer, Hans Robert (* 1949), deutscher Physiker, Mediziner und Hochschullehrer
- Kalbitzer, Hellmut (1913–2006), deutscher Politiker (SPD), MdHB, MdB, MdEP

### Kalbl
- Kälble, Lukas (* 1997), deutscher Eishockeyspieler

### Kalbu
- Kalbuadi, Dading (1931–1999), indonesischer General
- Kalbus, Marek (* 1969), deutscher Opern- und Konzertsänger (Bassbariton/Bass)
- Kalbus, Oskar (1890–1987), deutscher Filmhistoriker und Filmproduzent
- Kalbus, Tõnis (1880–1942), estnischer Jurist und Politiker